# Honshu-Shikoku Bridge Expressway Company
De Honshū-Shikoku Bridge Expressway Company (本州四国連絡高速道路株式会社, Honshū-shikoku-renraku-kōsoku-dōro-kabushikigaisha), afgekort als JB本四高速 (jei-bii-honshi-kōsoku), is de beheerder van de Japanse autosnelwegen Kobe-Awaji-Naruto, Nishiseto, Seto-Chūō en hun respectievelijke bruggen. Het hoofdkwartier van het bedrijf bevindt zich in Chūō-ku, Kōbe, prefectuur Hyōgo.
De Honshū-Shikoku Bridge Expressway Company ontstond op 1 oktober 2005 als gevolg van de privatisering van de Honshu-Shikoku Bridge Authority, die zelf een opvolger was van de Openbare maatschappij voor de Japanse snelwegen (日本道路公団, Nihon Dōro Kōdan). De maatschappij is verantwoordelijk voor de uitbating van de drie autosnelwegen en brugsystemen tussen de eilanden Honshū en Shikoku. De maatschappij is tevens de uitbater van de Seto-Ōhashi-spoorlijn.

## Bruggen
- Akashi-Kaikyō-brug
- Ōnaruto-brug
- Shimotsui-Seto-brug
- Hitsuishijima-brug
- Yoshima-brug
- Kita Bisan-Seto-brug
- Shin-Onomichi-brug
- Innoshima-brug
- Ikuchi-brug
- Tatara-brug
- Ōmishima-brug
- Hakata-Ōshima-brug
- Kurushima-Kaikyō-brug